# Nave di Gokstad

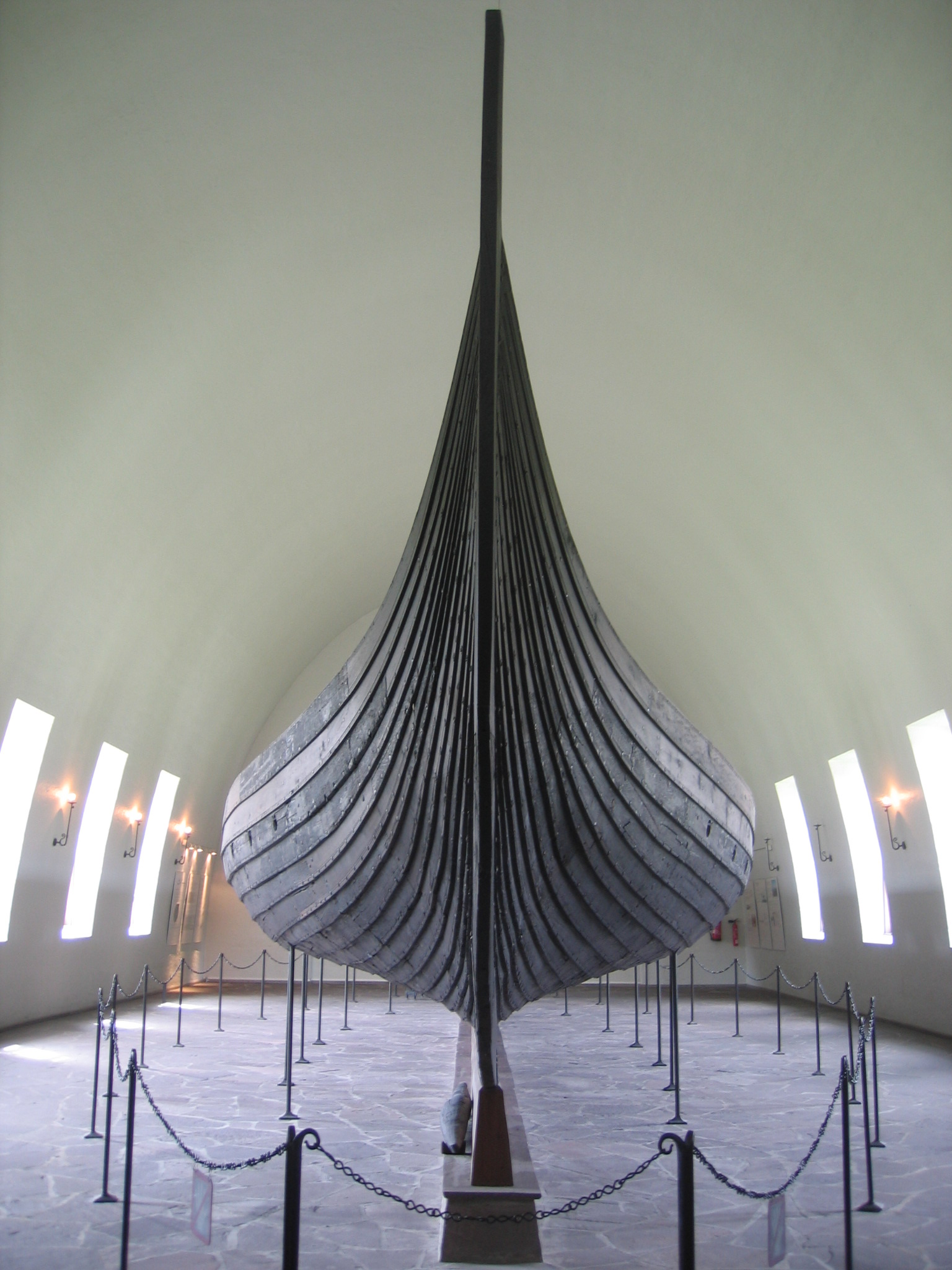
La nave di Gokstad esposta al museo di Oslo

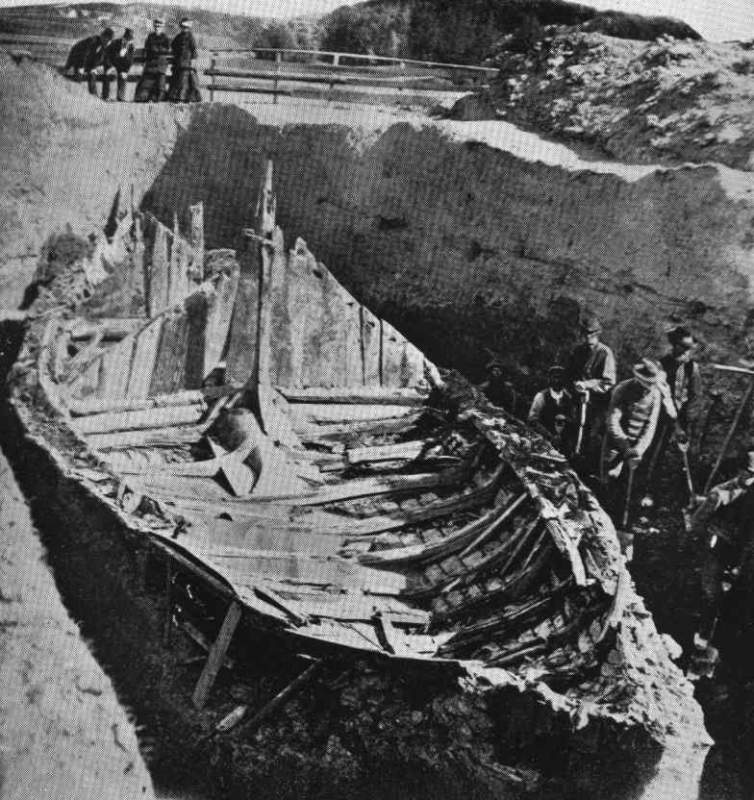
Una foto del sito archeologico in cui venne ritrovata la nave (1880)

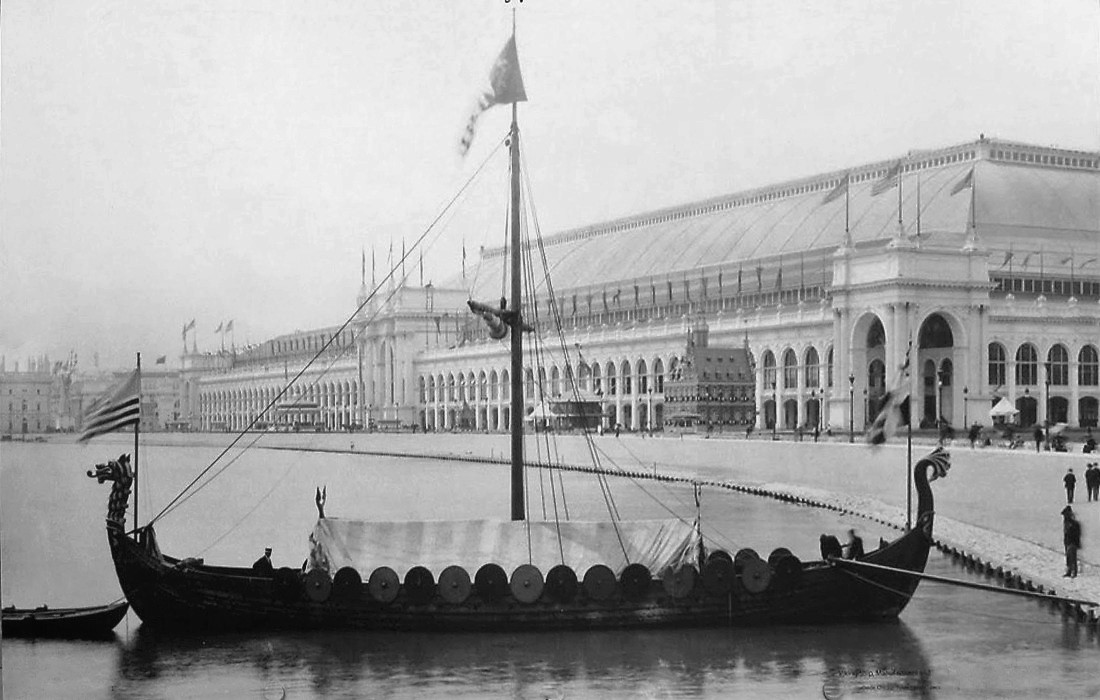
La riproduzione della nave di Gokstad alla Fiera mondiale di Chicago, nel 1893

La Nave di Gokstad è un'imbarcazione vichinga risalente alla fine del IX secolo e ritrovata in un tumulo presso l'omonima fattoria di Sandefjord, nella odierna contea di Vestfold, in Norvegia. Gli scavi archeologici vennero condotti nel 1880 da Nicolay Nicolaysen.

## La nave
L'imbarcazione venne costruita in gran parte in legno di quercia: essa era lunga 24 metri e larga 5. Dopo il recupero è stata trasportata al Museo delle navi vichinghe di Oslo, dove tuttora è conservata. La nave poteva portare fino a 32 rematori ed era stata progettata con la possibilità di chiudere i buchi da cui uscivano i remi quando la navigazione avveniva a vela. Quest'ultima aveva una superficie di circa 110 metri quadrati e si stima potesse spingere la nave fino alla velocità di 12 nodi. Durante la navigazione in acque poco profonde il timone poteva essere sollevato. Studi dendrocronologici fanno ritenere che la nave sia stata costruita con legname tagliato intorno all'890.
È stato dimostrato che la sagoma della nave sia molto ben progettata per tenere il mare. Nel 1893 una fedele ricostruzione della nave attraversò l'Oceano Atlantico, in un viaggio da Bergen a Chicago, per essere esposta alla fiera mondiale di quella città, tenutasi per celebrare i 400 anni della scoperta dell'America.

## Altri ritrovamenti
Durante gli scavi, venne portata alla luce una gran quantità di manufatti che formavano il corredo funebre della personalità sepolta nel sito, il cui scheletro è anch'esso stato recuperato. Lo scheletro apparteneva ad un uomo di età compresa fra i 50 ed i 70 anni, ritrovato adagiato su di un letto all'interno di una camera funeraria costruita in legno. Benché l'identità di quest'uomo sia sconosciuta, si pensa che potesse essere Olaf Gudrødsson, un sovrano di importanza secondaria del Vestfold, appartenente alla dinastia Yngling e morto più o meno in questo periodo (secondo quanto riportato nell'Heimskringla).
Oltre alla nave stessa ed allo scheletro, fra i reperti venuti alla luce con gli scavi ci sono tre piccole navi, una tenda, una slitta e il necessario per cavalcare. Si ritiene che il sito sia stato saccheggiato in tempi antichi poiché sono state ritrovate tracce del fatto che oggetti d'oro e d'argento siano stati rimossi. Durante l'epoca vichinga le armi erano considerate una parte molto importante del corredo funerario di un uomo: in questo caso anche le armi sono assenti, probabilmente portate via durante il saccheggio della tomba.